# A segítség (regény)
A segítség Kathryn Stockett amerikai írónő 2009-ben megjelent regénye. Cselekménye az 1960-as évek elején játszódik, a déli Jackson (Mississippi) városban; főhősei a fehér háztartásokban dolgozó színes bőrű cselédek. Az USA Today cikke szerint 2009 nyarának egyik meglepetésszerű sikere volt. A The New York Times recenziója szerint Stockett érdeklődése alapvetően "a látszólag legszemélytelenebb háztartási kapcsolatok alatt eltemetett ragaszkodás és meghittség" felé irányul, és megelőlegezi, hogy a regény féktelen sikert fog aratni. Az Atlanta Journal-Constitution véleménye a könyvről: "Ez a szívszorító történet egy tehetséges író döbbenetes bemutatkozása".
A regény Stockett első alkotása, amelyet öt éven át írt, és hatvan irodalmi ügynök visszautasította, mielőtt Susan Ramer vállalta volna az írónő képviseletét. A segítség azóta 35 országban jelent meg három nyelven. 2011 augusztusáig ötmillió példányban kelt el és több mint száz hétig szerepelt a The New York Times bestseller listáján.

## Cselekménye
|  | Alább a cselekmény részletei következnek! |

A segítség cselekménye az 1960-as évek elején játszódik Jackson városában, Mississippi államban. Formáját tekintve három nő (Aibileen, Minny és Skeeter) szemszögéből, egyes szám első személyben meséli a történetet. Aibileen afro-amerikai cseléd, aki fehér családoknál takarít és felügyel a gyermekekre. Miután saját huszonnégy éves fia munkabalesetben meghalt, a Leefold családnál vállalt háztartási munkát, valamint a kis totyogó Mae Mobley gondozását. Minny Aibileen barátnője, aki gyakran szembesíti a munkaadóit azzal, amit róluk gondol, így már tizenkilenc helyről küldték el. Minny legutóbbi munkaadója Mrs. Walters, Hilly Holbrook anyja. Hilly a város elitjéhez tartozik, a Junior League vezetője, a három főszereplő végzete.
Eugenia "Skeeter" Phelan előkelő gazdálkodó családból származik, ahol a birtokon és a háztartásban számos afro-amerikai dolgozik. Skeeter nemrég fejezte be tanulmányait, és azzal a titkos szándékkal tért haza, hogy író legyen. Anyjának ezzel szemben az a vágya, hogy lánya férjhez menjen. Skeeter nem érti, hova tűnt el Constantine, aki felnevelte: az egyetemi évek alatt levélben tartották a kapcsolatot és Constantine meglepetést ígért Skeeternek, amire hazajön. Skeeter családja azt állítja, hogy Constantine váratlanul elment, és chicagói rokonainál él. Skeeter nem hiszi el, hogy Constantine szó nélkül elment volna, és folyamatosan kérdezősködik utána mindenkinél, akiről feltételezi, hogy tud valamit, de senki nem hajlandó erről beszélni.
Constantine életén gondolkozva Skeeter rádöbben, hogy barátnői egészen másképp kezelik a cselédeket, mint a fehéreket. Ekkor elhatározza, hogy könyvet ír arról, mit jelent színes bőrű cselédnek lenni Mississippi államban. Skeeter nehezen jut el addig, hogy kommunikálni tudjon a cselédekkel, és elnyerje bizalmukat: az 1960-as évek déli államaiban szókimondó könyvet írni az afro-amerikaiakról veszélyes vállalkozás.
|  | Itt a vége a cselekmény részletezésének! |

## Szereplők
- Eugenia "Skeeter" Phelan – A University of Mississippi végzőse, aki hazatért Jacksonba. Felfigyel a szülővárosában tapasztalt méltánytalan bánásmódra, elsősorban a barátnőinél dolgozó fekete bejárónőket illetően. Noha Skeeter csodálja édesanyját és Hilly Holbrookot, mégis megírja a Segítség című kéziratát; ebben barátnőjének cselédje, Aibileen segíti. Ezen kívül próbálja megtudni azt is, hogy miért távozott váratlanul szeretett dajkája, Constantine.
- Aibileen Clark – Cseléd és dajka, középkorú afroamerikai nő Elizabeth Leefolt alkalmazásában, a cselekmény fő narrátora.
- Minny Jackson – A "pimasz" cseléd, akit nagy szája már többször bajba kevert. Aibileen barátnője, aki képtelen hosszabb ideig megmaradni egy családnál éles nyelve miatt. Miután elveszíti állását Miss Waltersnál (Hilly anyja), Aibileen szerez neki állást Celia Foote-nál, akit a Hilly és Elizabeth osztályához tartozó nők fehér aljanépnek tartanak. Minny-nek férje és öt gyermeke van, a hatodik pedig érkezőfélben.
- Hilly Holbrook – Skeeter és Elizabeth gyermekkori barátnője, a jacksoni Junior League elnöke. Férje szenátorságra pályázik. Hilly megpróbál elfogadtatni egy közegészségügyi kezdeményezést: a fehér családok építsenek különálló, külső mellékhelyiséget a színes bőrű alkalmazottak számára. Hilly örömét leli abban, hogy másoknak dirigáljon, és megfélemlítse azokat, akik szembe mernek szállni vele.
- Celia Foote – A város új lakója, aki felfogadja Minny-t, mert ő maga nem tud főzni. Eleinte megpróbálja eltitkolni a bejárónő létét férje, Johnny Foote elől. Amiről viszont neki nincs tudomása, az férje és Hilly korábbi kapcsolata.
- Elizabeth Leefolt – Aibileen munkaadója, Hilly és Skeeter legjobb barátnője, akit Hilly könnyedén befolyásol. Mivel nem képes gondoskodó anyja lenni lányának (Mae Mobley), Aibileen lesz a gyermek dajkája, tanítója és pótanyja.
- Charlotte Phelan – Skeeter követelőző anyja, aki rákbeteg, de elhatározza, hogy nem hal meg. Skeeternek soha nem sikerül úgy viselkednie, hogy megfeleljen az anyja által állított ideálképnek. Charlotte igazi úrhölgynek szeretné látni lányát, amit viszont Skeeter elutasít.
- Stuart Whitworth – jóképű és elbűvölő fiatalember, akit Hilly mutat be Skeeternek. Az első balul sikerül randevú ellenére utóbb eljegyzi a lányt, de amikor meghallja, hogy Skeeter a cselédekről ír, visszaveszi a jegygyűrűt.
- Mae Mobley Leefolt – Elizabeth Leefolt kislánya. A regény kezdetén kétéves baba, akit Aibleen gondoz; a regény végére ötéves iskolás, aki könyörög Aibileennek, hogy maradjon, miután Elizabeth Leefolt elbocsátja a dajkát Hilly unszolására.
- Leroy Jackson – Minny erőszakos és gyakran részeges férje.
- Constantine Bates – Skeeter imádott gyermekkori dajkája, aki titokzatos módon eltűnt.
- Elaine Stein – a Harper & Row kiadó szerkesztője.

## A könyv utóélete
Ida E. Jones, az Association of Black Women Historians igazgatója nyílt levélben bírálta a könyvet, mivel „annak ellenére, hogy a könyvet és a filmet a faji igazságtalanság feletti győzelem haladó történeteként próbálják eladni, A segítség eltorzítja, figyelmen kívül hagyja, és trivializálja a fekete házimunkások tapasztalatait.” A kutatók azzal vádolták a könyvet és a filmet, hogy részvétlenül ábrázolja az amerikai színes bőrűek dialektusát, hogy a fekete férfiakat egyöntetűen részegesnek és kegyetlennek írja le, és nem foglalkozik azzal a szexuális bántalmazással, amelyet a fekete nőknek a fehér családoknál kellett elszenvedniük. Jones így fejezi be: "Az Association of Black Women Historians elfogadhatatlannak tartja, hogy ez a könyv vagy a film lemond a fekete nők életének történelmileg pontos ábrázolásáról a szórakoztatás kedvéért."
A segítség-ből készült filmet 2011-ben mutatták be. A forgatókönyv írója és rendező Stockett gyermekkori barátja, Tate Taylor volt.
Abilene Cooper, aki Stockett fivérénél dolgozott bejárónőként, azzal vádolta az írónőt, hogy ellopta az ő életének történetét, és nehezményezte azt is, hogy a könyvben bőrének színét a csótányéhoz hasonlítja. Kártérítésként 75 000 dollárt követelt. A bíró elévülés miatt elutasította az ügy tárgyalását. Stockett elutasította a vádat, és azt állította, hogy csak futólag ismerte Coopert.

## Magyarul
- A segítség; ford. Pálmai Katalin; Európa, Bp., 2010

## Díjak
- New York Times bestseller (2009, 2011)
- Amazon's Best Books of the Year (#19, 2009)
- Orange-díj (2010)
- Indies Choice könyvdíj (Adult Debut, 2010)
- Townsend-díj (Fiction, 2010)
- Boeke exkluzív könyvek díja (2009)
- SIBA-könyvdíj (Fiction, 2010)
- IMPAC Dublin nemzetközi irodalmi díj Longlist (2011)
- Christian Science Monitor Best Book (Fiction, 2009)

## Fordítás
- Ez a szócikk részben vagy egészben  a   The Help című angol Wikipédia-szócikk ezen változatának fordításán alapul.  Az eredeti cikk szerkesztőit annak laptörténete sorolja fel. Ez a jelzés csupán a megfogalmazás eredetét és a szerzői jogokat jelzi, nem szolgál a cikkben szereplő információk forrásmegjelöléseként.